# Lodowiec Mendenhalla
Lodowiec Mendenhalla – lodowiec na Alasce, w USA. Lodowiec spływa z południowej części wielkiego pola lodowego Juneau.
Dane lodowca:
- długość: 19 km[1]
- szerokość: 2,4 km[1]
- wysokość czoła: 30 m[1]